# Multipolar
Multipolar ist ein von Paul Schreyer und Stefan Korinth herausgegebenes deutsches Online-Magazin, das im Januar 2020 von ihnen und dem Politikwissenschaftler Ulrich Teusch gegründet wurde. Die Finanzierung der Plattform erfolgte durch Crowdfunding, der laufende Betrieb durch Spenden der Leser. Das Medium wird zu den verschwörungstheoretischen Alternativmedien gerechnet. Bekanntheit erlangte das Magazin im März 2024 durch die Veröffentlichung der Protokolle des RKI-Krisenstabs.

## Ausrichtung
Nach Darstellung des Stern vom 25. März 2024 ist unter Bezugnahme auf die Webseite das gemeinsame Ziel der Herausgeber die „fundierte Herrschaftskritik“. Diese gehe über die von Multipolar als „offiziell erwünscht“ bezeichnete Kritik, etwa an Putin, Trump, China u. a., hinaus.
Der Politikwissenschaftler Markus Linden reihte Multipolar 2021 unter den „klassischen verschwörungstheoretischen Alternativmedien“ ein. Ähnlich kritisch urteilte die taz 2024. In der Zeitschrift Katapult reihte Matthias Meisner Multipolar mit dem Westend Verlag, apolut, Rubikon/Manova und den NachDenkSeiten unter die verschwörungsideologischen Alternativmedien ein, mit denen es auch personelle Überschneidungen habe. Der Politikwissenschaftler Werner Bührer bestätigte 2022 Lindens Einordnung des Multipolar-Herausgebers Schreyer als „vergleichsweise geschickten Verschwörungstheoretiker“.
BR24 wies am 26. März 2024 auf die Verbindungen von Multipolar zu anti-spiegel.ru, zu Wolfgang Wodarg im Netzwerk der „Querdenken“-Bewegung und Swiss Policy Research hin. Einer der Herausgeber verbreite die verschwörungstheoretische These, die COVID-19-Pandemie sei geplant gewesen, und habe verschwörungstheoretische Bücher etwa zum 11. September 2001 veröffentlicht. Eine Publikation sei gemeinsam mit Jürgen Elsässer, Chefredakteur des rechtsextremen Magazins Compact, entstanden.
Die Journalistin Annekatrin Mücke (Berliner Zeitung) nennt Multipolar dagegen positiv als Beispiel für Graswurzel-Journalismus, der die grundgesetzlich garantierte Meinungs- und Informationsfreiheit ermögliche.

## Geschichte
2020 gründeten die drei Journalisten Stefan Korinth, Paul Schreyer und Ulrich Teusch die elektronische Zeitung. Die Gründung mit Gestaltung der Website und des Leserforums wurde nach Angaben des Magazins durch eine Crowdfunding-Kampagne finanziert.
Im ersten Jahr wurden 78 Artikel und Interviews veröffentlicht. Ende 2023 schied Ulrich Teusch nach Angaben des Magazins aus privaten Gründen aus dem Herausgeberkreis aus.

## Protokolle des RKI-Krisenstabs
Das Magazin klagte erfolgreich auf die Herausgabe der Protokolle des RKI-Krisenstabs und veröffentlichte die in über 1000 Passagen geschwärzten Dokumente am 20. März 2024. Im Mai wurden die Protokolle dann weitgehend ungeschwärzt publiziert.
Focus-Mitherausgeber Helmut Markwort (FDP) bedankte sich bei Paul Schreyer. Unabhängig davon, wo „Schreyer und sein Onlineportal ‚Multipolar‘ politisch stehen“, sei es „ein Verdienst, die Debatte über die Vorkommnisse im Zusammenhang mit Corona neu belebt zu haben.“ Die Debatte beträfe „die dunkelsten Stunden in der aktuellen Geschichte Deutschlands“, Politiker hätten „massiv in die Freiheitsrechte der Bürger“ eingegriffen.
Der Journalist Martin Rücker (RiffReporter) ermittelte, dass die „zentrale These“ von Multipolar – dass die Hochstufung der Risikobewertung im März 2020 als Grundlage späterer Lockdown-Maßnahmen von einem politischen Akteur angewiesen wurde – durch die Protokolle nicht gedeckt war. Nach der Entschwärzung bestätigte sich Rückers Recherche.